# Jigsaw
Jigsaw je nadolazeći američki horor film u režiji braće Michaela i Petera Spieriga, nastao prema scenariju koji potpisuju Pete Goldfinger i Josh Stolberg, a u filmu glume Mandela Van Peebles, Hannah Anderson, Laura Vandervoort, Brittany Allen, Callum Keith Rennie, Matt Passmore, Hannah Emily Anderson, Josiah Black, Shaquan Lewis, Michael Bolsvert i James Gomez. Ovo je osmi nastavak u franšizi Slagalice strave, koji se nastavlja deset godina nakon Jigsawove smrti. Slagalica strave 3D izvorno je planiran kao posljednji nastavak, međutim kasnije je Lionsgate Film započeo produkciju Jigsawa na nagovor Stolberga i Goldfingera. Snimanje je započelo u studenome 2016., s post-produkcijom u siječnju.
Film je predviđen za izlazak u kina 27. listopada 2017. u Americi, a 2. studenoga 2017. u Hrvatskoj.

## Radnja
Osmi film u franšizi "Slagalica strave" pod nazivom "Jigsaw" donosi poznatu priču i još poznatijeg ubojicu. Tijela se počinju pojavljivati po gradu, i svako od njih je suočeno s jedinstveno ružnom smrću. Do se istraga odvija, dokazi upućuju na jednog čovjeka: Johna Kramera. Kako je to moguće? Čovjek poznat kao Jigsaw je mrtav više od desetljeća.

## Glumačka postava
- Tobin Bell kao John Kramer / Jigsaw
- Matt Passmore kao Logan
- Callum Keith Rennie kao Halloran
- Clé Bennett kao detektivka Keith
- Hannah Emily Anderson kao Eleanor
- Mandela Van Peebles kao Mitch
- Laura Vandervoort kao Anna
- Brittany Allen kao Carly
- Paul Braunstein kao Ryan
- Josiah Black kao Edgar Munsen
- Shaquan Lewis
- Michael Boisvert
- James Gomez

## Produkcija

### Razvoj
Slagalica strave 3D bio je planiran kao posljednji nastavak filmske franšize Slagalice strave, snimljen u dva dijela. Međutim, Lionsgate Films je dopustio tvorcima filma još samo jedan nastavak nakon Slagalice strave 6, zbog niske zarade na filmu. Prema scenaristima Slagalice strave 3D, Marcusu Dunstanu i Patricku Meltonu: „Kraj franšize bio je nezaslužen, ostavio je gledateljima više pitanja nego odgovora. Bilo je nekoliko momenata kojih nismo do kraja objasnili i obradili. Ali ništa ne želimo odavati, jer nikad se ne zna što budućnost donosi.“  
Nakon posljednjeg nastavka franšize, Lionsgate je prestao snimati Slagalice strave, čekajući dovoljno dobru ideju i priču kojom bi mogli ponovno oživjeti serijal. Jigsaw je nastao od strane scenarista Josha Stolberga i Petera Goldfingera, koji su dvije radili na vlastitoj viziji Slagalice strave. U srpnju 2016., službeno je objavljeno kako će braća Spierig režirati novi film. Mark Burg i Oren Koules, producenti prijašnjih nastavaka također su se vratili u Jigsaw. Michael Spierig rekao je sljedeće o novom nastavku: „Film će biti pun grotesknih scena, zamišljen je kao jedna velika misterija s vrlo zanimljivim preokretima.“

### Snimanje
U listopadu 2016., službeno je započela produkcija filma pod tadašnjim naslovom Slagalica strave: Nasljedstvo. Film se snimao u studenom 2016., s post-produkcijom u siječnju 2017. U ožujku 2017., Bloody Disgusting naveo je prve detalje o sadržaju filma i cijeli popis glumaca kojim je potvrđeno kako će se Tobin Bell vratiti u ulogu Johna Kramera. U lipnju 2017., Motion Picture Association of America otkrili su službeni naslov filma – Jigsaw, s naznakom „scene krvavog nasilja, mučenja te neprikladnog jezika.“